# Слово
Сло́во — наименьшая единица языка, служащая для именования предметов, качеств, характеристик, взаимодействий, а также для служебных целей.
Структура слова изучается в рамках раздела лингвистики, называемого морфологией.
По грамматическому значению слова классифицируются как части речи:
- знаменательные слова — обозначающие определённые понятия, — существительное, прилагательное, глагол, наречие
  - подклассы — числительные, местоимения и междометия;
- служебные слова — служащие для связи слов между собой — союз, предлог, частица, артикль и др.

По лексическому значению слова классифицируются по возрастающему перечню по мере развития лексикологии, семантики, учения о словообразовании, этимологии и стилистики.
С исторической точки зрения слова, составляющие лексику языка, имеют самые различные происхождения, и в этом многообразии истоков особо перспективным для фундаментальных исследований становится сочетание предметов терминология и этимология, которое способно определить истинное происхождение знаменательных слов.
Понятие «слово» в научном употреблении является основополагающим понятием в лингвистике.

## Общее понятие о слове
Слово традиционно представляется в качестве основной единицы языка либо речевой деятельности, или же одной из основных их единиц наряду с некоторыми другими. Поскольку язык находит применение в самых разнообразных областях общественной жизни, понятие слова и его исследование не ограничиваются рамками одной лишь лингвистики: вполне естественным образом слово попадает в сферу внимания также и других наук, в рамках которых изучаются либо язык как система, либо речевая деятельность человека; соответственно, слово рассматривается в пределах философии, психологии, логики и других направлений научных исследований. При этом часто ввиду интуитивного восприятия слова как атомарной языковой единицы оно считается понятием неопределенным и априорным; на его основе осуществляются те или иные теоретические построения в рамках соответствующих наук.
Слово можно рассматривать по-разному в зависимости от того, какая из ключевых функций языка и речи берётся за основную. Если данное понятие исследуется через призму функции общения, то с соответствующей точки зрения слово обычно видится как наименьший значимый сегмент потока речи; если же в центре внимания исследователя находится функция обобщения, то в данном плане слово представляется способом или формой закрепления знаний (к примеру, о каком-либо классе предметов либо явлений окружающей действительности), полученных в ходе общественной практики. С последней точки зрения слово действует в качестве своеобразной абстрактной идеи, условного обозначения, которое в разнообразных видах речевой или мыслительной деятельности человека замещает собой вышеупомянутый класс предметов или явлений. Иными словами, в этом случае оно представляет собой частный случай знака.
Если же, например, исследователь рассматривает звуковую сторону слова, или, иначе говоря, означающее в устной речи, то может быть сделан вывод, что в процессе речевой деятельности говорящего она способна действовать на различных уровнях. С одной стороны, существует мнение, что звучащее слово — это отрезок речевого потока, который отграничен от соседних с ним элементов паузами (хотя, как показывает практика, отделение паузами слов в речи имеет место далеко не всегда); с другой стороны, есть представление, согласно которому слово есть своего рода единица фонологического контроля, которая находит активное применение в процессе распознавания речи — когда слушающий осуществляет внутреннее имитирование поступающей по аудиальному каналу информации. Кроме того, слово может трактоваться и как минимальный элемент осознания речи носителем языка (в американской психолингвистике, к примеру, имеет хождение термин «психологическая единица»).
Различные исследователи по-разному понимают также и семантическую сторону слова, то есть, говоря упрощенно, его значение. Изо всей совокупности концепций, в рамках которых предпринимаются попытки истолковать лексическую семантику и её структуру, наиболее распространены идеи, заложенные в своё время известным американским философом Ч. У. Моррисом; согласно этим представлениям, значение слова состоит из трех базовых компонентов, каждый из которых имеет собственную специфику и характеризуется неразрывной связью с остальными. Традиционно эти три компонента определяются следующим образом:
1. Прагматический компонент. Прагматика — это общность всех аспектов слова, сопряженных с вопросами его практического употребления в той или иной ситуации; помимо прочего, прагматический компонент выступает в качестве предмета физиологической трактовки слова как мета-сигнала.
2. Семантический компонент. С этой стороны рассматривается в первую очередь вопрос об отношении слова к обозначаемому им предмету, то есть к его денотату. Принято, соответственно, говорить о предметном содержании и предметной отнесенности слова. Иначе говоря, слово представляется в этом аспекте как отражение какого-либо предмета, явления или понятия в языке, как языковой коррелят, им сопоставленный. Следует при этом проводить границу между семантикой слова и семантикой понятия; в слове значение реализуется в конкретных условиях, конкретной ситуации и определённом контексте, то есть неотделимо от динамики его употребления, в то время как для понятия семантический аспект языкового знака является статичным продуктом общественно-исторической практики, вне зависимости от конкретных языковых форм её закрепления.
3. Синтаксический компонент. Данная составляющая значения слова находится в непосредственной взаимосвязи с его отношением к другим языковым единицам, представленным в том же речевом потоке.

Кроме того, иногда исследователи считают необходимым выделять у слова не только значение, но и смысл. Под смыслом в этом случае понимается та составляющая семантического аспекта слова, которая не является неизменной и объективной для всех носителей языка и обусловлена в первую очередь теми или иными мотивами деятельности либо конкретного коммуникатора, либо группы таковых. Помимо вышеизложенного, с понятием смысловой составляющей слова нередко соотносится такой её самостоятельный аспект, как эмоционально-аффективная окрашенность.
С точки зрения лингвистики понятие слова не располагает некоторым единым определением, которое являлось бы общепринятым и всецело учитывало бы всю совокупность его разнообразных аспектов. Ситуация также осложняется тем фактом, что никакое из существующий дефиниций слова не может быть одинаково успешно применено при описании языков, относящихся к разным типологическим классам. В рамках фонетики, например, слово часто определяется как группа звуков, которая объединена одним ударением; однако такое толкование не может быть признано успешным, поскольку известны слова, заведомо единые, но при этом характеризующиеся двумя ударениями — и в то же время под одним ударением могут быть объединены целые участки речевого потока, порой существенно превосходящие по размерам слово. С точки зрения морфологии, как правило, предлагается определять слово как «цельнооформленную» единицу — такую, которая в парадигме грамматического словоизменения выступает как единое целое; тем не менее, если какой-либо язык имеет менее выраженное морфологическое оформление, нежели флективные индоевропейские языки (на которые в первую очередь и рассчитана такая дефиниция) — допустим, в его грамматике не предусмотрено склонение прилагательных, — то к нему данный критерий применить не удастся. С позиций синтаксиса слово может трактоваться как минимальный значимый отрезок речевого потока, который поддается субституции, либо как потенциальный минимум предложения; эти критерии, опять же, применимы не ко всем языкам и принципиально не подходят для дифференцирования слов в языках нефлективного типа. Наконец, семантика предлагает разнообразные дефиниции слова, однако в сущности они, как правило, сводятся к одной мысли: слово предлагается понимать как минимальный отрезок речевого потока, который соотносится с тем или иным фрагментом окружающей действительности. Определения этого рода не являются строгими, и потому их не удается использовать в качестве формального критерия, который позволял бы выделить слово. В связи с описанными выше проблемами в лингвистических исследованиях часто поднимается глобальный вопрос о том, правомерно ли выделять слово как языковую единицу; некоторые теоретические концепции (к примеру, дескриптивная лингвистика) вообще отказываются от использования данного понятия.
Применительно к языку соответствующие идеи (то есть представление о том, что слово не может быть полноценно определено как целостная единица, и невозможность эта неустранима) получает в лингвистике все большее распространение. Вместо того, чтобы говорить о слове в целом, исследователи используют взаимосвязанные и взаимодополняющие понятия «вокабула», «лексема», «словоформа», «лексико-семантический вариант», «фонетическое слово» и т. д. — то есть привязывают трактовку слова к определённым уровням языковой системы. Общность речевой реализации всех этих единиц обусловливает их единство в глобальном смысле. У этого подхода есть свои положительные аспекты: с его помощью можно строго интерпретировать неоднозначные случаи или эквиваленты слов в других языках.
А. И. Смирницкий отмечал, что, несмотря на наличие некоего более или менее широкого набора критериев для определения слова, в разных языках некоторые из них могут обладать большим или меньшим весом. В некоторых языках слово достаточно жёстко определяется такими аспектами как ударение, сингармонизм, законы конца слова, в других же понятия слова и морфемы или Словосочетания могут быть практически взаимозаменимы. Во многих письменностях наличие пробелов позволяет формально определить границы слова как совокупности символов между пробелами. Такое графическое деление текста на слова́ интуитивно диктуется пониманием того, что такое слово, однако остаётся в значительной степени условным и зависимым от изменений норм письменности. Так, в древнерусской письменности пробелы между словами отсутствовали, а в современных языках слитное или раздельное написание одного и того же буквосочетания может варьировать.
Вся совокупность слов, имеющихся в языке, определяется как его словарный состав, или, иначе, тезаурус. Есть мнение, что значения всех слов языка связаны между собой единой семантической сетью, однако доказать существование таких связей пока удалось только применительно к узким тематическим группам — семантическим полям. Те или иные виды слов сопоставляются разнообразным аспектам действительности или её конкретным характеристикам, которые воспринимаются человеком в определённой форме; так, в частности, имена существительные соответствуют предметам или явлениям, имена прилагательные — особенностям, качествам предметов и их конкретному бытию, глаголы — процессам, которые происходят между предметами или явлениями окружающей действительности, служебные слова передают связи и отношения, которые существуют между предметами, и т. д. Путём объединения слов в единицы более высокого порядка — словосочетания, предложения — формируются высказывания, представления, вопросы, императивы о мире наблюдаемом или переживаемом человеком.

## Основные свойства
Словами обозначаются конкретные предметы и отвлечённые понятия, выражаются человеческие эмоции и воля, называются «общие, абстрактные категории бытийных отношений» и т. д. Тем самым слово выступает в качестве основной значимой единицы языка. Подобно всякому другому языку, русский язык как средство общения является языком слов. Из слов, выступающих отдельно или в качестве компонентов фразеологических оборотов, формируются при помощи грамматических правил и законов предложения, а затем и текст как структурно-коммуникативное целое.
Учитывая сложность и многоплановость структуры слова, современные исследователи при его характеристике используют т. н. многоаспектный тип анализа, то есть указывают на сумму самых разных языковых свойств:
- Фонетическая оформленность и одноударность (наличие главного ударения).
- Семантическая оформленность (наличие лексического, грамматического, структурного значения).
- Номинативная функция (название явления реальной действительности и представление его в виде лексического значения).
- Воспроизводимость (слово существует в языке как готовая самостоятельная единица и воспроизводится говорящим в момент речи, а не изобретается заново).
- Синтаксическая самостоятельность (способность употребляться в качестве отдельного высказывания; относительная свобода расположения слов в предложении).
- Внутренняя линейная организация (слово состоит из морфем).
- Непроницаемость и неделимость (невозможность разрыва единицы какими-либо элементами). Исключения: никто — ни от кого и т. п.
- Цельнооформленность.
- Семантическая валентность (способность сочетаться с другими словами по определённым семантическим * грамматическим законам).
- Лексико-грамматическая отнесённость.
- Материальность (существование слова в звуковой/графической оболочке).
- Информативность (объём знаний о явлении мира действительности).

## Классификация

### По значению
- знаменательные (обозначающее некоторое понятие);
- служебные (служат для связи слов между собой).

### Части речи
Слова подразделяются также на разные части речи.

### По происхождению
- Исконные (существовавшие в том или ином виде в языке-предке)
- Заимствованные (пришедшие из какого-то иностранного языка)

### По составу
- Простые
- Сложные

### По употреблению
- Общеупотребительные
- Устаревшие
  - Историзмы — устарели в связи с исчезновением предмета (опричник).
  - Архаизмы — заменены другим словом (уста).
- Неологизмы — малоупотребляемые из-за новизны.
- Термины — слова, употребляемые для обозначения понятий в определённых сферах деятельности.
- Арго, жаргон, сленг — слова, употребляемые при неформальном общении определёнными социальными, профессиональными и возрастными группами.
- Просторечные слова — употребляются малообразованными людьми независимо от социальной группы.
- Табуированные слова
  - Эвфемизмы — слова для замены табуированных.
- и т. д.

## Значения
У слова существует грамматическое и лексическое значения.
Лексическое значение — это закреплённая соотнесённость слова с каким-либо явлением объективной действительности.
Лексическое значение может быть единственным (слова с одним значением называют однозначными: подоконник, метла, шея, чреватый и т. д.). Но оно может быть в слове наряду с другими лексическими значениями (слова с такой семантикой называют многозначными: знать, корень, отбить и т. д.).
Существует три основных типа лексических значений:
1. прямое (номинативное);
2. фразеологически связанное;
3. синтаксически обусловленное.

Многозначность (или полисемия) представляет собой следствие переноса наименования с одного предмета на другой. Такие переносы происходят:
1. на основе сходства;
2. по смежности;
3. по функции;

Основные виды переносных значений:
1. метафора — употребление слова в переносном значении на основе сходства в каком-либо отношении двух предметов или явлений;
2. метонимия — употребление названия одного предмета вместо названия другого предмета на основании внешней или внутренней связи между ними;
3. синекдоха (разновидность метонимии) — употребление названия целого вместо названия части, общего вместо частного и наоборот.

## Терминология
- Антонимы — слова разного звучания, которые выражают противоположные, но соотносительные друг с другом понятия (толстый — тонкий, маленький — большой, далеко — близко и т. п.).
- Буквализмы — ошибка при переводе с другого языка, заключающаяся в том, что вместо подходящего для данного случая значения слова используется главное или самое известное значение: cable — трос (не только кабель), carton — небольшая коробка (а не картон — cardboard).
- Гипонимы — гиперонимы — слова, для которых именуемые ими сущности находятся в видо-родовом отношении: кошка → млекопитающее → животное.
- Квазисинонимы — мнимые синонимы, частичные синонимы — слова, близкие по значению, но не взаимозаменяемые во всех контекстах в отличие от синонимов, которые должны быть взаимозаменяемы в любом контексте: тропа — путь, здание — дом, талант — гениальность.
- Омографы — слова и формы, разные по значению, но одинаково изображаемые на письме. В произношении омографы между собой в звучании не совпадают (замо́к — за́мок, мука́ — му́ка, доро́га — дорога́ и др.).
- Омонимия — совпадение по звучанию двух или более слов, имеющих разное значение (ключ — источник, родник и ключ — инструмент, гаечный ключ; лечу — лететь по небу и лечу — лечить людей и т. п.).
- Омонимы — одинаковые по звучанию и по написанию слова, значения которых осознаются нами как совершенно не связанные между собой и одно из другого не выводимые (ср.: метр — 100 сантиметров, метр — стихотворный размер и метр — учитель, наставник; повод — обстоятельство и повод — часть конской упряжки; выдержка — стойкость и выдержка — цитата и т. д.). Омонимы совпадают между собой как в звучании, так и на письме во всех (или в ряде) им присущих грамматических формах. Бывают полные омонимы — слова совпадают между собой во всех грамматических формах (заставить — принудить кого-то что-нибудь сделать и заставить — загородить, закрыть чем-нибудь поставленным; ударник — передовой рабочий социалистического производства и ударник — часть затвора винтовки и т. д.); а также неполные омонимы — слова совпадают между собой лишь в ряде своих грамматических форм (лук — огородное растение и лук — старинное оружие для метания стрел, у первого слова множественного числа нет и т. д.).
- Омофоны — слова и формы разного значения, которые произносятся также одинаково, но изображаются на письме по-разному. Омофоны могут быть омонимного характера (костный — косный, компания — кампания, копчик — кобчик, Роман — роман и т. п.) и омоформного (плот — плод, везти — вести, браться — братца и т. п.).
- Омоформы — слова как одного и того же, так и разных грамматических классов, совпадающие между собой в звучании всего лишь в отдельных формах (стих — стихотворение и стих от стихать; пошла от пошлая и пошла от пойти и т. д.).
- Паронимы — слова с разным написанием, имеющие очень близкое, но все же не тождественное произношение (серы — сэры, раут — раунд, парят — парад, банка — банька, отчет — отсчет, будет — будит и т. п.).
- Паронимия — частичное совпадение двух фонетических слов, не сводима к омонимии и совпадении каких-либо самостоятельных частей этих слов (рассвет — расцвет, весело — весила, шута — шутя, месяца — месится и т. п.).
- Синонимы — слова, обозначающие одно и то же явление действительности (бояться — остерегаться — опасаться — трусить; бродить — ходить — тащиться — брести — идти; горячий — жаркий — обжигающий и т. п.).
- Синонимия — сходство нескольких слов по значению (труд — работа; безразличие — безучастность — равнодушие — апатия и т. п.).